# Turiasaurus
Turiasaurus é um gênero de dinossauro, descoberta na Espanha em 2004, que chegava a pesar 40 toneladas e media cerca de 30 metros de comprimento.